# Po dannym ugolovnogo rozyska...
Po dannym ugolovnogo rozyska... (По данным уголовного розыска…) è un film del 1979 diretto da Valerij Michajlovksij.

## Trama
Nel luglio 1941, i tedeschi intercettarono un'auto che trasportava gioielli. La leadership dell'intelligence tedesca ha deciso di presentare il proprio agente secondo i documenti del collezionista assassinato. Nell'agosto 1942, la famiglia del gioielliere Ivanovskij fu uccisa. Un esperto ufficiale di sicurezza Danilov con il suo gruppo inizia un'operazione per neutralizzare i criminali.